# Johannes Aerts
Johannes Aerts (Swolgen, 3 febbraio 1880 – Palembang, 30 luglio 1942) è stato un missionario e vescovo cattolico olandese.

## Biografia
Abbracciò la vita religiosa tra i Missionari del Sacro Cuore di Gesù: emise la professione dei voti nel 1900 e nel 1905 fu ordinato prete. Fu inviato nelle missioni delle Filippine.
Nel 1920 fu eletto vescovo di Apollonia in partibus e vicario apostolico della Nuova Guinea Olandese. Fu consacrato a Tilburg.
Dopo l'invasione giapponese dell'Indonesia, fu arrestato dalle truppe nipponiche e fucilato insieme con dodici confratelli.

## Genealogia episcopale e successione apostolica
La genealogia episcopale è:
- Vescovo Johannes Wolfgang von Bodman
- Vescovo Marquard Rudolf von Rodt
- Vescovo Alessandro Sigismondo di Palatinato-Neuburg
- Vescovo Johann Jakob von Mayr
- Vescovo Giuseppe Ignazio Filippo d'Assia-Darmstadt
- Arcivescovo Clemente Venceslao di Sassonia
- Arcivescovo Massimiliano d'Asburgo-Lorena
- Vescovo Kaspar Max Droste zu Vischering
- Vescovo Cornelius Ludovicus van Wijckerslooth van Schalkwijk
- Arcivescovo Joannes Zwijsen
- Vescovo Franciscus Jacobus van Vree
- Arcivescovo Andreas Ignatius Schaepman
- Arcivescovo Pieter Mathijs Snickers
- Arcivescovo Gaspard Josephus Martinus Bottemanne
- Arcivescovo Hendrik van de Wetering
- Arcivescovo Arnold Frans Diepen
- Vescovo Johannes Aerts, M.S.C.

La successione apostolica è:
- Vescovo Joannes Walter Panis, M.S.C. (1934)
- Vescovo Piet Jan Willekens, S.I. (1934)